# كلاوديو تافاريل
كلاوديو أندريه ميرغين تافاريل (بالبرتغالية: Cláudio André Mergen Taffarel)، (مواليد 8 مايو 1966 في سانتا روسا في ريو غراندي دو سول) هو لاعب كرة قدم برازيلي سابق من أصول ألمانية إيطالية، لعب في مركز حراسة المرمى، وحقق مع منتخب البرازيل لكرة القدم لقب كأس العالم 1994، وهو في الوقت الحالي مدرب لحراس المرمى لنادي الدوري الإنجليزي الممتاز نادي ليفربول و‌منتخب البرازيل لكرة القدم.

## الأندية الاحترافية
بدأ تافاريل لعب كرة القدم مع نادي إنترناسيونال في عام 1984، واستمر معهم حتى عام 1990، وبعدها لعب مع نادي بارما حتى عام 1993، وفي عام 1993 انتقل إلى نادي ريجينا، ولعب معهم في موسم 1993/1994، وعاد بعدها إلى البرازيل ولعب لنادي أتليتيكو مينيرو حتى عام 1997، ولعب بعدها في تركيا في نادي غلطة سراي حتى عام 2001، حيث عاد إلى نادي بارما حتى العام 2002، وافق على عرض من نادي إمبولي في العام 2003 ولكنه غير رأيه بعد تعطل سيارته أثناء ذهابه لتوقيع العقد اعتقاداً منه بأنها رسالة بألا يتم التعاقد، واعتزل كرة القدم بعدها.

## المسيرة الدولية
يعد تافاريل ثاني أكثر حارس مرمى برازيلي يلعب مع منتخب البرازيل لكرة القدم بعد إيمرسون لياو (107مباراة دولية)، حيث شارك في 101 مباراة دولية، وقد شارك في ثلاثة نسخ من بطولة كأس العالم أعوام 1990 و1994 و1998 خاض خلالها 18 مباراة.

## الألقاب

### الأندية
- بارما:
  - كأس إيطاليا: 1991–92، 2001–02
  - كأس الاتحاد الأوروبي للأندية أبطال الكؤوس: 1992–93
- جلطة سراي:
  - كأس الاتحاد الأوروبي لكرة القدم: 1999–2000
  - كأس السوبر الأوروبي لكرة القدم: 2000
  - الدوري التركي: 1998–99، 1999–2000
  - كأس تركيا: 1998–99, كأس تركيا 1999–2000  [لغات أخرى]‏
- أتليتيكو مينيرو:
  - دوري مقاطعة ميناس جرايس: 1995
  - كوبا كونميبول: 1997

### منتخب البرازيل
- كأس العالم لكرة القدم: 1994؛ (المركز الثاني) 1998
- كوبا أمريكا: 1989، 1997؛ (المركز الثاني) 1991، 1995
- كرة القدم في الألعاب الأولمبية الصيفية:  1988 (الميدالية الفضية)

### ألقاب فردية
- أفضل حارس مرمى في العالم من الاتحاد الدولي لتاريخ وإحصاءات كرة القدم: 1991(الكرة البرونزية)، 1994
- الكرة الذهبية: 1988
- ثاني أفضل حارس مرمى في قارة أمريكا الجنوبية في آخر 25 عام من الاتحاد الدولي لتاريخ وإحصاءات كرة القدم (بالإنجليزية: IFFHS).